# 奧地利的瑪麗亞 (1531-1581)
奧地利的瑪麗亞（德語：Maria von Österreich，1531年5月15日—1581年12月11日），于利希-克萊沃-貝格公爵夫人，神聖羅馬皇帝斐迪南一世的第三女，英國維多利亞女王的母親是其長女瑪麗·艾蕾諾爾的後代子孫之一。

## 家庭
1546年，瑪麗亞和於利希-克萊沃-貝格公爵威廉結婚，兩人共有2子4女：
1. 瑪麗·艾蕾諾爾（1550年—1608年），普魯士公爵夫人
2. 克萊沃的安娜（1552年—1632年），普法爾茨-諾伊堡伯爵夫人
3. 瑪格達列娜（英语：Magdalene of Jülich-Cleves-Berg）（1553年—1633年），普法爾茨-茨魏布呂肯伯爵夫人
4. 卡爾·腓特烈（英语：Karl Friedrich of Jülich-Cleves-Berg）（1555年—1575年），早逝
5. 希比爾（英语：Sibylle of Jülich-Cleves-Berg）（1557年—1628年），布爾高藩侯夫人
6. 約翰·威廉（1562年—1609年），於利希-克萊沃-貝格公爵